# Honor the Light
《Honor the Light》는 스웨덴 가수 자라 라슨의 네 번째 익스텐디드 플레이이다. 이 음반은 2023년 12월 1일, 서머 하우스와 에픽 레코드를 통해 발매되었다. 2023년 11월 22일에 발표되었으며, 스웨덴 음반 차트에서 1위를 기록했다. 앞서 〈Memory Lane〉과 〈Winter Song〉이 선공개 싱글로 발표되었다.

## 배경
자라 라슨은 네 번째 정규 앨범 《Venus》에 앞서, 홀리데이 테마의 익스텐디드 플레이 《Honor the Light》를 발표했다.

## 발매 및 홍보
해당 음반은 2023년 12월 1일, 서머 하우스와 에픽 레코드를 통해 발매되었다. 수록곡 중 〈Memory Lane〉과 〈Winter Song〉은 11월 25일에 선공개되었다. 이 음반에는 총 여섯 곡이 수록되어 있으며, 〈Tänd Ett Ljus〉, 〈Sankta Lucia〉와 같이 스웨덴어로 된 곡들도 포함되어 있다.

## 구성

### 노래
〈Memory Lane〉은 스웨덴의 듀오 퍼스트 에이드 킷과 함께 작업한 신곡으로, 그녀들의 목소리는 이전에 《Poster Girl》의 수록곡 〈I Need Love〉의 다른 버전에서도 등장한 바 있다. 이번 곡은 스톡홀름의 과거와 현재를 배경으로 한 겨울 산책과도 같은 곡으로, "지금의 나를 만들어 준 내 자신에게 감사한다"는 메시지를 담은 성장 서사를 풀어낸다. 〈Winter Song〉은 사라 바렐리스와 잉그리드 마이클슨의 시즌송을 재해석한 리메이크 곡이다. EP는 이 외에도 스웨덴의 루시아 전통에 기반한 곡들과 잘 알려진 크리스마스 캐럴들을 함께 수록하고 있다. 모든 곡은 올해 12월 열리는 세 개의 파트로 구성된 《Honor the Light》 라이브 공연에서 처음 선보일 예정이며, 이 공연에서는 자라 라슨의 기존 곡들을 언플러그드 스타일로 재해석한 버전도 함께 공개된다.

## 곡 목록
모든 곡은 액트 소셜에 의해 프로듀싱 되었다.
| #            | 제목               | 작사·작곡                                      | 재생 시간 |
| ------------ | ------------------ | ---------------------------------------------- | --------- |
| 1.           | 〈Memory Lane〉    | Zara Larsson Elvira Anderfjärd Klara Söderberg | 3:12      |
| 2.           | 〈Winter Song〉    | Sara Bareilles Ingrid Michaelson               | 3:05      |
| 3.           | 〈Silent Night〉   | Traditional                                    | 1:42      |
| 4.           | 〈Light a Candle〉 | Lasse Lindbom Niklas Strömstedt                | 3:10      |
| 5.           | 〈Tänd ett ljus〉  | Lindbom Stromstedt                             | 3:10      |
| 6.           | 〈Sankta Lucia〉   | Traditional                                    | 1:22      |
| 총 재생 시간 | 총 재생 시간       | 총 재생 시간                                   | 15:42     |

## 참여 인원

### 뮤지션
- 자라 라슨 – 리드 보컬, 배경 보컬
- 액트 소셜 – 베이스, 드럼 머신, 키보드, 신시사이저 (모든 트랙); 기타 (트랙 2–6), 배경 보컬 (2, 3)
- 아스트리드 그란스트룀 – 배경 보컬 (트랙 1, 4, 5)
- 에스테르 키라보 – 배경 보컬 (트랙 1, 4, 5)
- 이자벨 그보토 – 배경 보컬 (트랙 1, 4, 5)
- 말렌 린달 – 배경 보컬 (트랙 1, 4, 5)
- 마틸다 그라테 – 배경 보컬 (트랙 1, 4, 5)

### 기술진
- 액트 소셜 – 프로듀싱, 엔지니어링, 보컬 엔지니어링, 프로그래밍, 편곡
- 조 라포르타 – 마스터링
- 웨즈 클라크 – 믹싱
- 스테파니 다아시 – 엔지니어링 (트랙 3, 4)
- 조이 데브 – 보컬 엔지니어링 (트랙 1, 4–6)
- 소피아 드 미라 – 엔지니어링 보조 (트랙 3, 4)

## 차트
| 차트 (2023)                      | 최고 순위 |
| -------------------------------- | --------- |
| 스웨덴 앨범 (스베리예토프리스탄) | 1         |